# Грімоальд IV (князь Беневентський)
Грімоальд IV, якого також звали Фалько князь Беневентський (806—817), зайняв престол усунувши від влади Ільдеріка, син князя Грімоальда III.
У 812 був змушений сплатити королю франків Карлу Великому 25000 золотих солідів. У 814 зобов'язався щорічно сплачувати 7000 солідів данини королю Людовику Благочестивому, однак ніколи не виконував ці обіцянки. Грімоальд був убитий в результаті змови знаті у 817.